# 山上敏子
山上 敏子（やまがみ としこ、1937年3月2日 - ）は、日本の医学者、精神科医。専門は行動療法。福岡県生まれ。

## 経歴
- 1955年　福岡県立修猷館高等学校卒業。
- 1962年　九州大学医学部卒業。
- 1963年　九州大学医学部神経精神医学教室入局。
- 1969年～1970年　米国テンプル大学留学。
  - 系統的脱感作法（systematic desensitization）を開発し、神経症の行動療法の父といわれている、精神科医であり米国テンプル大学医療センター精神医学教授であるジョセフ・ウォルピ（w:Joseph Wolpe）（1915年 - 1997年）のもとで治療を経験した。
- 1971年4月　九州大学　医学博士　論文の題は「人間における言語運動条件反応の研究」[1]。
- 1974年～1984年　九州大学医学部講師。
- 1985年～2001年　国立肥前療養所臨床研究部長。
- 2001年～2007年　久留米大学文学部心理学科教授。
- 現在　早良病院（福岡県）。

## 主な著作

### 著書
- 小林重雄・茨木俊夫・久野能弘・上里一郎・園田順一（編）1975　脱感作療法ーウォルピと行動療法　異常行動研究会　第4章1節担当　東京：誠信書房

- 山上敏子（編著）　1987　行動医学の実際　東京：岩崎学術出版社
- 山上敏子（編）　現代のエスプリ279　行動療法　東京：至文堂
- 山上敏子（著）　1990　行動療法　東京：岩崎学術出版社　ISBN 978-4753390137
- 山上敏子（著）　1997　行動療法2　東京：岩崎学術出版社　ISBN 978-4753397082
- 山上敏子（著）　1998　お母さんの学習室：発達障害児を育てる人のための親訓練プログラム　大阪：二瓶社
- 山上敏子（編）　2001　こころの科学99号　特別企画：行動療法　東京：日本評論社
- 山上敏子（著）　2003　行動療法3　東京：岩崎学術出版社　ISBN 978-4753303069
- 山上敏子（著）　2007　方法としての行動療法　東京：金剛出版
- 山上敏子・下山晴彦（著） 2010 山上敏子の行動療法講義 with 東大・下山研究室　東京：金剛出版
- 山上敏子・下山晴彦（著） 2014 山上敏子の行動療法カンファレンスwith下山研究室   東京：岩崎学術出版社

### 翻訳
- Bellack, A.S. & Hersen, M.  1985  Dictionary of Behavior Therapy Techniques.  Pergamon Press Inc.  山上敏子（監訳）1987　行動療法事典．東京：岩崎学術出版社　ISBN 978-4753387113
- Schaefer,C.E. & Briesmeister, J.M.　1989　Handbook of parent training : parents as co-therapists for children’s behavior problems.　New York : Wiley. 山上敏子・大隈紘子（監訳）　1996　共同治療者としての親訓練ハンドブック．大阪：二瓶社 ISBN 978-4931199415